# La tostadora valiente al rescate (película)
La tostadora valiente al rescate (The Brave Little Toaster To The Rescue) es una película de animación, secuela de La tostadora valiente (1987). La película fue sucedida por La tostadora valiente va a Marte (1998). Esta película no está basada en la novela de Thomas M. Disch al contrario que la primera y la tercera. Fue lanzada directamente para video el 20 de mayo de 1997.

## Sinopsis
Esta película trata de que Tostadora, Kirby, Manti, Lampi y Radio viven en la universidad con su dueño y con animales que él tiene que estaban sufriendo antes de que Rob los encontrara. Pero una mala amistad quiere venderlos a un laboratorio químico para ganar dinero. El grupo quiere averiguar como salvarlos y descubren un super-ordenador sucio y muy viejo además de roto y con un virus. Si consiguieran encontrar un tubo de vacío muy antiguo e introducirlo en el ordenador se podría arreglar y así encontrar información del plan de la mala persona para evitar que se lleve a cabo.

## Reparto
- Deanna Oliver como Toaster.
- Timothy Stack como Lampy.
- Roger Kabler como Radio.
- Eric Lloyd como Blanky.
- Thurl Ravenscroft como Kirby.
- Brian Doyle-Murray como Wittgenstein.
- Chris Young como Rob.
- Jessica Tuck como Chris.

## Doblaje en España
- Mar Bordallo - Tostadora
- Chelo Molina - Manty
- José Padilla - Radio
- Carlos Kaniowsky - Kirby
- Rafa Romero - Robert
- José Escobosa - Ratso
- Gloria Núñez - Cris
- Juan José López Lespe - Lampy
- Luisa Ezquerra - Meisy
- Iván Muelas - Alberto
- Luis Bajo - Murge
- Ramón Reparaz - Sebastián
- Mario Martín - Wittgenstein
- Abraham Aguilar - Mack